# Gerd Hiort Petersen
Gerd Hiort Petersen (født 8. maj 1937 i Nexø) er en bornholmsk keramiker, der har udstillet over hele Europa. Hendes vægtige keramik farvet af den bornholmske natur findes i fremtrædende private samlinger i USA og Europa. Den pryder også flere kirker, bl.a. Østby Kirke, Hårlev Kirke, Gammelstrup Kirke og Sankt Ibs Kirke på hjemøen Bornholm. Hun modtog Ole Haslunds Kunstnerlegat i 2017.